# Scotocyma idioschema
Scotocyma idioschema är en fjärilsart som beskrevs av Turner 1922. Scotocyma idioschema ingår i släktet Scotocyma och familjen mätare. Inga underarter finns listade.